# Pelzralle
Die Pelzralle (Cabalus lafresnayanus, Synonym: Gallirallus lafresnayanus), auch als Neukaledonien-Waldralle bezeichnet, ist eine große braune flugunfähige oder fast flugunfähige Ralle, die durch 17 Belegexemplare, die zwischen 1860 und 1890 in Neukaledonien und auf der nahegelegenen Île des Pins gefangen wurden, bekannt wurde.

## Merkmale

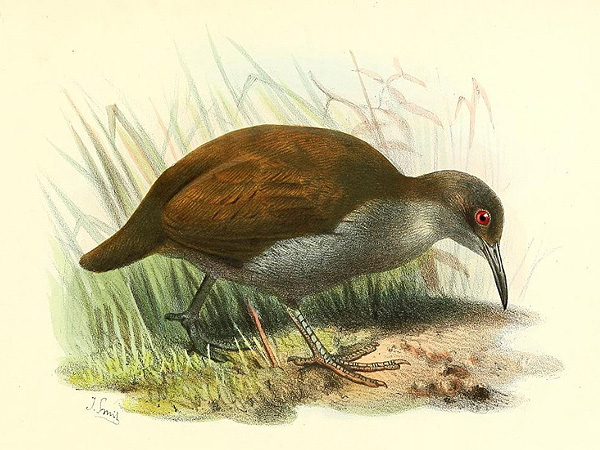
Illustration von Joseph Smit

Sie ist knapp 46 cm lang und hat einen langen nach unten gebogenen Schnabel. Der Schwanz ist weniger gut, die Flügel besser entwickelt als bei der Lord-Howe-Waldralle (Gallirallus sylvestris), außerdem hat sie flaumigeres, zerschlisseneres Gefieder.
Der Scheitel der Ralle ist dunkelgrau und geht in das Schokoladenbraun des Hinterhalses über, Zügel dunkelbraun. Sie hat einen Überaugenstreifen aus hellerem braun. Wangen und Kehle sind hellgrau, Ohrdecken braun. Der Rücken hat eine verwaschene braungraue Farbe, die auf den Schultern in oliv und zum Bürzel hin in schwarzbraun übergeht. Die Unterseite ist dunkelgrau und geht auf der Brust in ein verwaschenes braun über. Die Flanken und Unterschwanzdecken sind schokoladenbraun.
Die Jungvögel haben einen mit orangebraunem Fleck am Vorderhals und unterscheiden sich von den Altvögeln durch nahezu schwarzen Rücken und Halsseiten, die schieferschwarze Unterseite und schiefergraue Kehle und Kopf.

## Lebensweise
Die Ralle ist ein Nachtvogel, der sich sehr gewandt und schnell laufend fortbewegt. Sie brütet in Bodenvertiefungen und ernährt sich vermutlich von verschiedenen wirbellosen Tieren.
Sie bewohnte wahrscheinlich immergrüne Wälder die ähnlichen ökologischen Ansprüchen genügten, wie sie der Kagu hat. Die Vögel wurden historisch von Meereshöhe bis zu 1000 m Höhe beobachtet, heutige Beobachtungen stammen aber nur aus unzugänglichen Bergwäldern. Das ist vermutlich darauf zurückzuführen, dass es dort weniger eingeführte Raubtiere gibt.
Ob die Ralle heute noch existiert ist unklar, weil der letzte sichere Nachweis des Vogels von 1890 stammt, doch in den 1960er-Jahren und 1984 wurden immer wieder unbestätigte Beobachtungen des Vogels gemeldet. Es ist deshalb vorstellbar, dass die Ralle in unzugänglichen Bergwäldern in geringer Anzahl überlebt hat.